# Biosfeerreservaat Rostovski
Biosfeerreservaat Rostovski (Russisch: Ростовский государственный природный биосферный заповедник) is een strikt natuurreservaat gelegen in de oblast Rostov in het zuiden van Europees Rusland. De oprichting tot zapovednik vond plaats op 27 december 1995 per decreet (№ 1292/1995) van de regering van de Russische Federatie. Het reservaat heeft een oppervlakte van 95,315 km², verdeeld over vier clusters. Ook werd er een bufferzone van 743,5 km² ingesteld. Op 3 februari 2008 besloot het Internationaal Coördinerend Comité van UNESCO's Mens- en Biosfeerprogramma (MAB) het gebied toe te voegen aan haar lijst van biosfeerreservaten.

## Deelgebieden
Biosfeerreservaat Rostovski bestaat uit vier verschillende deelgebieden die zijn gelegen in de Koema-Manytsjlaagte:
- Ostrovnoj ( Островной) - Dit deelgebied heeft een oppervlakte van 45,91 km² en ligt in het noordwesten van het Manytsj-Goedilomeer.[4]
- Starikovski (Стариковский) - Dit deelgebied heeft een oppervlakte van 21,154 km².[4]
- Krasnopartizanski (Краснопартизанский) - Dit deelgebied heeft een oppervlakte van 17,684 km².[4]
- Tsygan-Chak (Цыган-Хак) - Dit deelgebied heeft een oppervlakte van 9,9 km².[4]

## Kenmerken
Het reservaat is gelegen in de steppezone. Belangrijke biotopen in het gebied zijn zoutmoerassen, steppen met zwenkgrassen en vedergrassen en andere graslanden. Het Manytsj-Goedilomeer, een zoutwatermeer in de Koema-Manytsjlaagte, is erkend als watergebied van internationaal belang onder de Conventie van Ramsar.

## Dierenwereld
In Biosfeerreservaat Rostovski zijn 40 soorten zoogdieren vastgesteld. Enkele opmerkelijke soorten zijn de steppevos (Vulpes corsac), steppebunzing (Mustela eversmanni), langooregel (Hemiechinus auritus) en grote paardenspringmuis (Allactaga major). Ook de avifauna is er zeer rijk, met 217 vastgestelde soorten. Vooral watervogels zijn er goed vertegenwoordigd, met soorten als roze pelikaan (Pelecanus onocrotalus), kroeskoppelikaan (Pelecanus crispus), lepelaar (Platalea leucorodia) en kwak (Nycticorax nycticorax). Het reservaat ligt ook langs een van de belangrijkste trekroutes van arctische broedvogels als roodhalsgans (Branta ruficollis) en kolgans (Anser albifrons). Ook worden er veel ongewervelden aangetroffen die in grote delen van de steppezone zeldzaam zijn geworden, zoals Bombus fragrans en Carabus hungaricus.